# Tephrosia corallicola
Tephrosia corallicola är en ärtväxtart som först beskrevs av John Kunkel Small, och fick sitt nu gällande namn av Leon. Tephrosia corallicola ingår i släktet Tephrosia och familjen ärtväxter. Inga underarter finns listade i Catalogue of Life.